# Villahoz
Villahoz è un comune spagnolo di 300 abitanti situato nella comunità autonoma di Castiglia e León.